# W. K. C. Guthrie
William Keith Chambers Guthrie FBA, habitualment citat com a W. K. C. Guthrie   (Londres, 1 d'agost de 1906 - Cambridge, 17 de maig de 1981) fou un erudit clàssic escocès, conegut sobretot per la seva Història de la filosofia grega (History of Greek Philosophy), publicada en sis volums entre 1962 i 1981.

## Obres
- A History of Greek Philosophy: Volume 1, The Earlier Presocratics and the Pythagoreans, W. K. C. Guthrie, William Keith Chambers Guthrie, Cambridge University Press, 1979, ISBN 0521294207, 9780521294201, 556 pàgines
- A History of Greek Philosophy: Volume 2, The Presocratic Tradition from Parmenides to Democritus, W. K. C. Guthrie, William Keith Chambers Guthrie Cambridge University Press, 1979, - 576 pàgines
- A History of Greek Philosophy: Volume 3, The Fifth Century Enlightenment, Part 1, The Sophists, William Keith Chambers Guthrie, ISBN 0521096669 i ISBN 9780521096669, Cambridge University Press, 1969, ISBN 0521294215, 9780521294218 - 345 pàgines
- A History of Greek Philosophy: Volume 3, The Fifth Century Enlightenment, Part 2, Socrates, Part 2, W. K. C. Guthrie, William Keith Chambers Guthrie, Cambridge University Press, 1971, ISBN 0521096677, 9780521096676, 212 pàgines
- A History of Greek Philosophy: Volume 4, Plato: The Man and His Dialogues: Earlier Period, W. K. C. Guthrie, William Keith Chambers Guthrie Cambridge University Press, 1986, ISBN 0521311012 i ISBN 9780521311014 - 624 pàgines
- A History of Greek Philosophy: Volume 5, The Later Plato and the Academy, W. K. C. Guthrie, William Keith Chambers Guthrie Cambridge University Press, 1986, ISBN 0521311020 i ISBN 9780521311021 - 556 pàgines
- A History of Greek Philosophy: Volume 6, Aristotle: An Encounter, W. K. C. Guthrie, William Keith Chambers Guthrie Cambridge University Press, 1990, ISBN 0521387604 i ISBN 9780521387606 - 476 pàgines